# Hohe Grete
Hohe Grete war ein Bergwerk in Wickhausen, einem Ortsteil der Ortsgemeinde Pracht bei Hamm (Sieg) im Landkreis Altenkirchen in Rheinland-Pfalz.

## Geschichte
| Jahr | Förderung |
| ---- | --------- |
| 1861 | 2.346 t   |
| 1865 | 8.058 t   |
| 1870 | 8.404 t   |
| 1884 | 32.536 t  |
| 1885 | 21.370 t  |
| 1894 | 44.064 t  |
| 1897 | 35.409 t  |

Ab 1650 wurde in Wickhausen nachweislich Eisenerz gefördert. 1816 wurden die Bergrechte neu verliehen. Im Jahr 1827 ging die Grube in den Besitz der Firma J.H. Dresler in Siegen über.
Der Tiefe Stollen auf 125 m ü. NN wurde ab 1835 angelegt und erreichte nach 1020 m im Jahr 1865 den Gang. Der 40 m Teufe einbringende Wilhelmstollen auf 144 m ü. NN wurde ab 1805 angelegt. Tiefbau wurde ab 1773 betrieben. 1864 legte man den „Wilhelmschacht“ („Alter Schacht“) als Blindschacht vom Tiefen Stollen aus an und installierte eine Dampfmaschine mit 12 PS. 1867 folgte Schacht I mit einer Teufe von 158 m. Er wurde 1881 auf 430 m vergrößert und erhielt die Maße 3,23 × 4,10 m. 1885 war der Schacht 185 m tief und mit einer 40 PS-Dampfmaschine zur Förderung ausgestattet sowie mit zwei weiteren, ebenfalls mit 40 PS, für die Wasserhaltung. Vier Sohlen waren bis dato angelegt, die Seilfahrt fand mit 2 m/s statt. Die Gesamtteufe der Grube lag bei 430 m. 1892 arbeiteten 538 Belegschaftsmitglieder in der Grube. Im Jahr 1897 übernahm die Wissener Hütten-AG die Grube, ein Jahr später wurde die Förderung eingestellt. Zum 31. Oktober 1901 wurde die Grube komplett stillgelegt.
Die Grube verfügte Ende des 19. Jahrhunderts über eine Aufbereitung mit einer zweizylindrischen Dampfmaschine mit 12 PS. Der Bahnhaltepunkt des Ortes Pracht an der Bahnstrecke Engers–Au ist noch nach dem Bergwerk benannt und heißt ebenfalls Hohe Grete.
Der Tiefe Stollen wurde für die Wasserversorgung von Geilhausen herangezogen.
1974 stürzte der neue Maschinenschacht (gelegen auf 200 m ü. NN) ein und wurde durch eine Betonabdichtung gesichert.

### Gangmittel
Der Sideriterzgang des Vorkommens der Grube Hohe Grete strich in Nord-Süd-Richtung und fiel gegen Westen ein. Auf der Stollensohle brachen bauwürdige Mengen an Kupferkies und Bleiglanz. Störungen bildeten jeweils die Gangenden.
Durch eine Vielzahl an Verschiebungen war der Gang selbst, welcher dadurch in einzelne Schollen zerteilt war, geprägt. In Nord-Süd-Richtung ward der Gang auf etwa 150 bis 200 m bauwürdig. Die Mächtigkeit des Hauptganges betrug teilweise 20 bis 25 m, die der anderen Mittel betrug ebenfalls beachtliche 4 bis 10 m. Die gute Erzbeschaffenheit des Hauptganges wurde ab der 5. Tiefbausohle ungünstig durch einen benachbarten Quarzgang beeinflusst.

#### Ganglängen je Sohle
Ganglängen soweit bekannt
| Sohle       | Ganglänge in m | Gangfläche in m² |
| ----------- | -------------- | ---------------- |
| 6. TS 260 m | 260            |                  |
| 7. TS 301 m | 163            | 690              |
| 8. TS       | 35             |                  |